# Are (geslacht)
Are is een geslacht van vlinders van de familie spinneruilen (Erebidae), uit de onderfamilie Arctiinae.

## Soorten
- A. druryi Watson & Goodger, 1984